# Дарьес, Иоахим-Георг
Иоахим-Георг Дарьес (нем. Joachim Georg Darjes; 23 июня  1714, Гюстров — 17 июля 1791, Франкфурт-на-Одере) — немецкий юрист и философ, экономист, лютеранский теолог, педагог, один из деятелей философского просвещения в Германии эпохи Просвещения.

## Биография
Сын пастора. С 14 лет обучался в Университете Ростока, где изучал теологию и философию. В 1731 поступил в университет в Йене изучал философию, математику и церковную историю.
Обучался в под руководством Христиана фон Вольфа, в дальнейшем стал активным защитником философской школы Вольфианства.
В 1735 году стал доктором философии. В 1739 году — доктором юридических наук. В 1744 году он был принят в качестве профессора юриспруденции, моральных и политических наук Йенского университета.
Его лекции в университете Иены по юриспруденции и философии имели большой успех, известно, что некоторые слушатели сидели на лестницах, аудитории были слишком малы, чтобы вместить всех. За время его преподавательской карьеры его студентами было более, чем 10000 человек.
В 1763 г. Фридрих Великий пригласил его профессором университета Виадрина во Франкфурте-на-Одере. 
Профессор университета Виадрина во Франкфурте-на-Одере. В 1772, 1779, 1788 годах избирался его ректором.
Представитель камерализма.
Позже, поменял свои философские взгляды и принадлежал к противникам Вольфа.

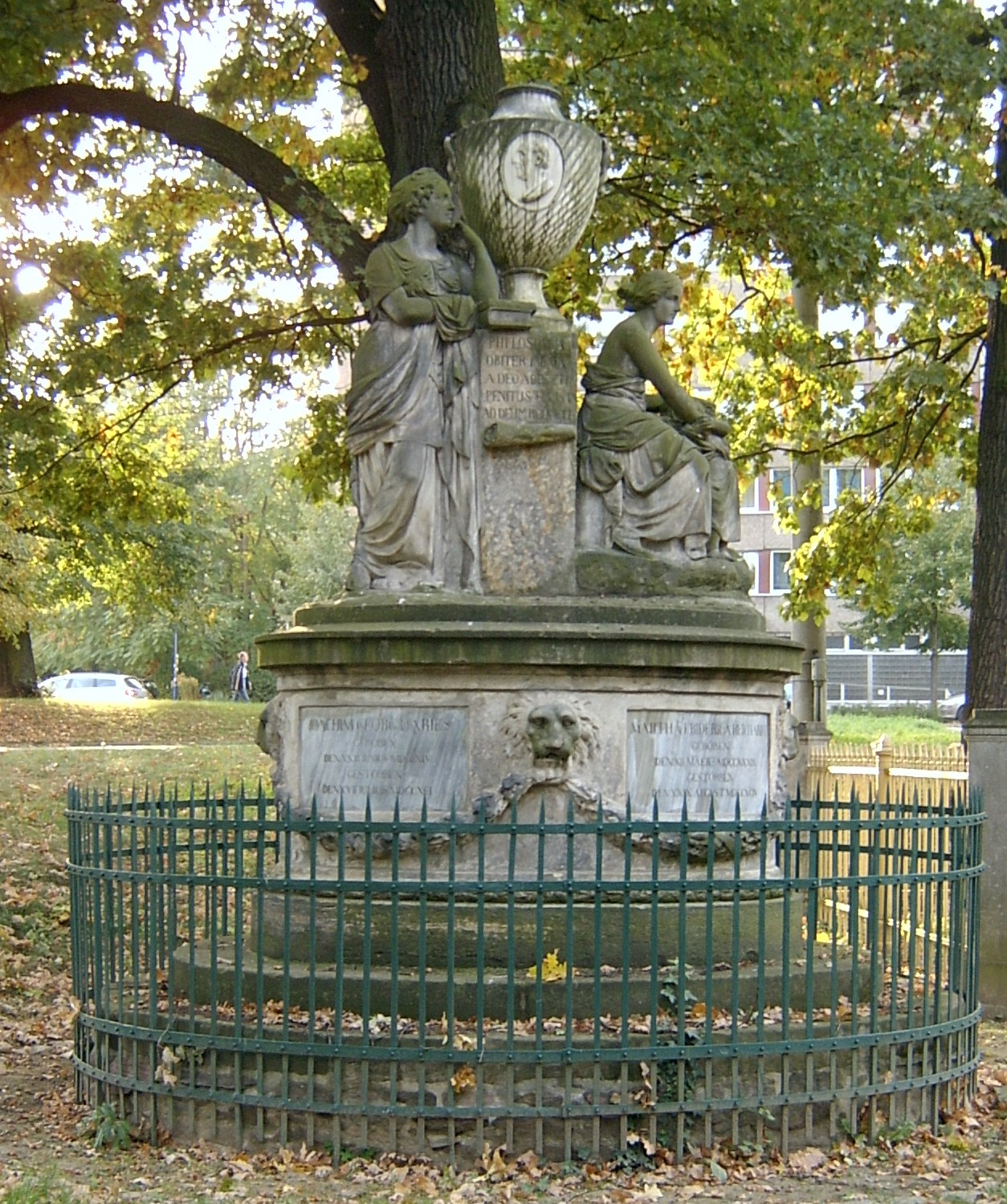
Памятник на могиле И. Г. Дарьеса и его жены

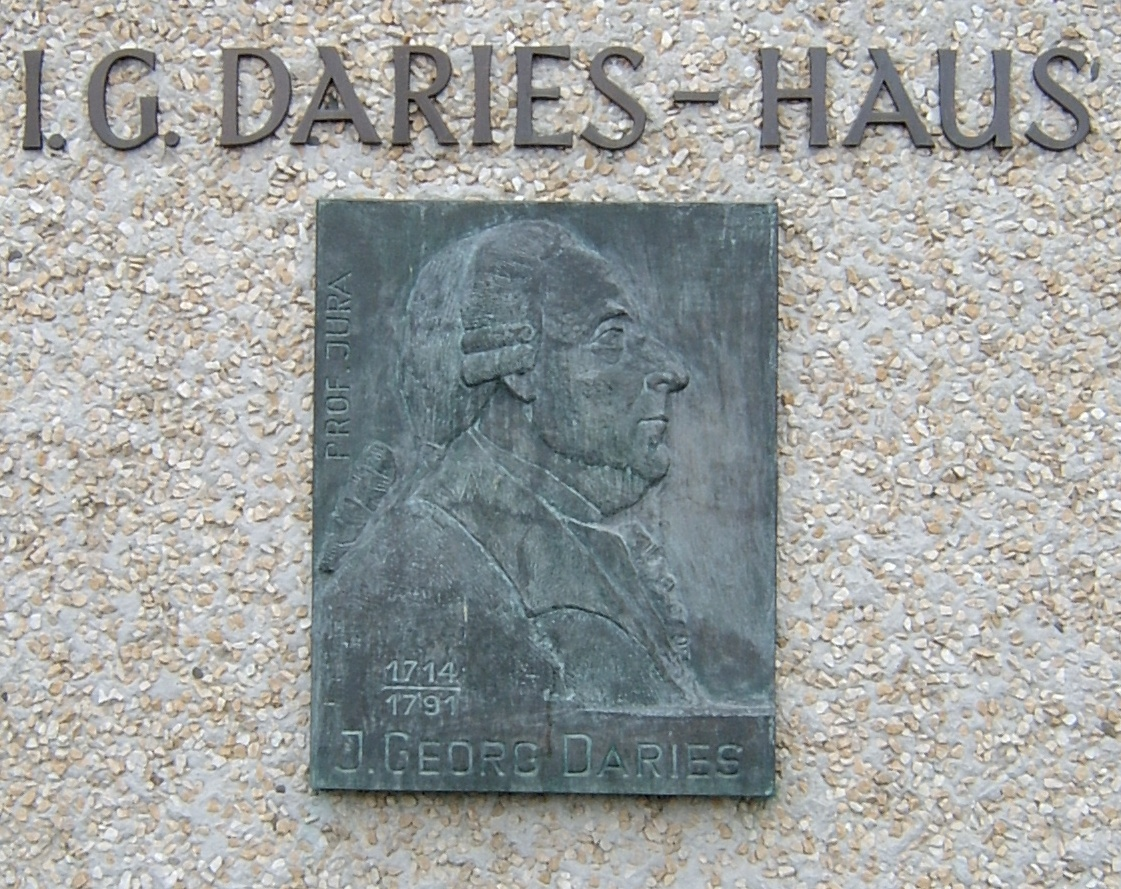
Мемориальная доска И. Г. Дарьеса

## Избранные труды
- Observationes iuris naturalis socialis et gentium (лат.). — Jena: Theodor Wilhelm Ernst Guth, 1751. — Т. 1.
  - Observationes iuris naturalis socialis et gentium (лат.). — Jena: Theodor Wilhelm Ernst Guth, 1754. — Т. 2.
- «Institutiones jurisprudentiae universalis» (7 изд. 1766);
- «Institutiones junsprudentiae Romano Germanicae» (2 изд. 1766);
- «Discours über Natur und Völkerrecht» (1762) и др.

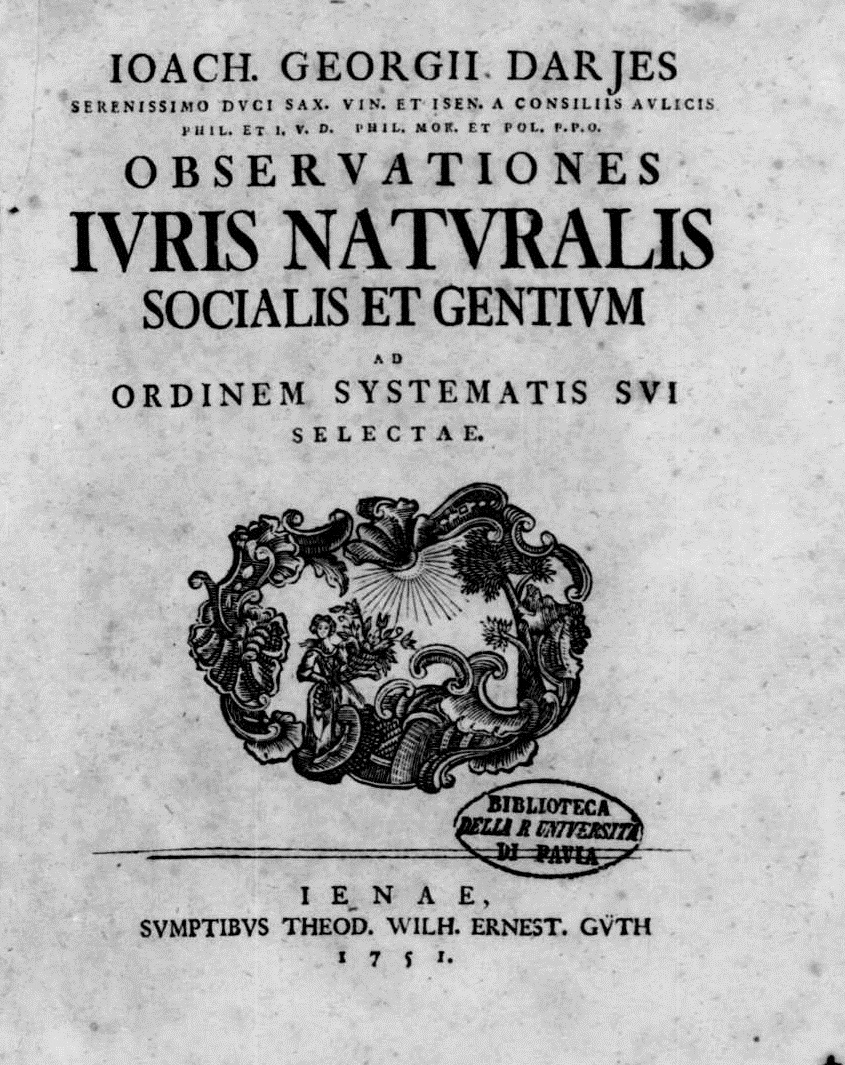
Observationes iuris naturalis socialis et gentium, 1751